# Русенгрен, Бернт
Бернт Русенгрен (в некоторых источниках Розенгрен, швед. Bernt Rosengren; 24 декабря 1937, Стокгольм — 15 мая 2023, Стокгольм) — шведский джазовый музыкант, саксофонист.

## Биография
Начал играть на саксофоне в пятнадцатилетнем возрасте, дебютировал в составе стокгольмского духового оркестра. С 1956 года играл джаз, в 1958 году дебютировал на международной сцене, выступив на джазовом фестивале в Ньюпорте. На волне фестивального успеха сформировал Ньюпортский джазовый септет, с которым гастролировал по Европе.
В 1962 году записал сольную партию для саундтрека фильма Романа Полански «Нож в воде». В 1960-е годы выступал, среди прочего, в составе секстета Джорджа Расселла, освоив в результате опыт модального джаза. Начиная с 1970-х годов возглавлял коллективы различного состава, участвовал в различных записях World music.
Бернт Русенгрен пять раз удостоен в Швеции премии для джазовых музыкантов «Золотой диск».
Скончался 15 мая 2023 года.